# Le Recueil de la falaise bleue
Le Recueil de la falaise bleue (en mandarin Biyan lu ou, selon d'autres transcriptions, Pi-yen-lu 碧巖錄) est le plus ancien recueil de kōan de la littérature chan. En chinois, le titre signifie plus précisément: Le recueil de la grotte émeraude, si bien qu'en français on trouve aussi la traduction Recueil de la falaise verte.

## Histoire du texte
Une première compilation de cent kōan, intitulée Songgu baizi, avait été établie au début du XIe siècle par Xuedou Chongxian (en) (ou Hsueh-tou ch'ung-hsien, 雪竇重顯 980-1052), maître chan de l'école Yunmen (雲門). Elle fut reprise, dans la première moitié du XIIe siècle par le maître chan Yuanwu Keqin (ou Yuan-wu K’o-ch’in, 圜悟克勤 1063-1135), un maître dans la lignée rinzai de Yangqi Fanghui, qui y ajouta des remarques, annotations et explications.
Les manuscrits ayant presque tous été brûlés sur ordre d'un successeur de Yuanwu, le texte fut quasiment entièrement reconstitué au début du XIVe siècle.
La célèbre phrase du zen « Chaque jour est un bon jour » (Nichinichi kore kōnichi) vient de ce recueil. Il s'agit du cas numéro 6 :

« Yun Men dit : "Je ne t'interroge pas sur avant le quinzième jour ; 
essaie de dire quelque chose à propos d'après le quinzième jour".
Yun Men lui-même répondit pour tout le monde : "Chaque jour est un bon jour". (Traduit de la version en anglais de Th. et J.C. Cleary) »

### Traductions
- Le Recueil de la falaise verte : Kôans et poésies du zen  (trad. et présentés par M. et M. Shibata, traduction partielle (choix de koâns), à côté d'autres textes zen), Paris, Albin Michel, 2000, 178 p. (ISBN 978-2-226-11539-3)
- (en) The Blue Cliff Record  (trad. par Thomas Cleary et J.C. Cleary, préf. par Taizan Maezumi Roshi), Boston, Shambala, 2005, 688 p. (ISBN 978-1-590-30232-3)